# Song Han Na Le
Song Han Na Le (korejsky 송한나래, anglický přepis: Song Han Na Rai; * 1992 Soul) je jihokorejská reprezentantka v ledolezení i ve sportovním lezení, vítězka světového poháru a vicemistryně Asie v ledolezení na obtížnost.
Na závodech ve sportovním lezení se nejlépe umístila na mistrovství Asie v lezení na obtížnost na šestém místě v roce 2009 a v boulderingu na sedmém v roce 2013. V Asii závodila také v lezení na rychlost, na světovém poháru pak pouze v obtížnosti. Postupně se začala věnovat také ledolezení, kde již získala mnoho medailí v obtížnosti.

## Výkony a ocenění
- 2016: vicemistryně Asie v ledolezení
- 2017: vítězka celkového hodnocení světového poháru v ledolezení
- 2018: vicemistryně Asie v ledolezení

### Závodní výsledky
Ledolezení
| Mistrovství světa v ledolezení | Mistrovství světa v ledolezení | Mistrovství světa v ledolezení |
| Rok                            | 2015                           | 2017                           |
| ------------------------------ | ------------------------------ | ------------------------------ |
| Obtížnost                      | 11                             | 7                              |

| Světový pohár v ledolezení | Světový pohár v ledolezení | Světový pohár v ledolezení | Světový pohár v ledolezení | Světový pohár v ledolezení | Světový pohár v ledolezení | Světový pohár v ledolezení |
| Rok                        | 2014                       | 2015                       | 2016                       | 2017                       | 2018                       | 2019                       |
| -------------------------- | -------------------------- | -------------------------- | -------------------------- | -------------------------- | -------------------------- | -------------------------- |
| Obtížnost                  | 8                          | 3                          | 3                          | 1                          | 3                          | 4                          |
| jednotlivě* (7/1/7)        | 5,8, 11,4,-                | 6,, · 11,,4                | 7,4, · 9,                  | 6,, · ,                    | , · -,,                    | ,13,, · ,4,-               |
|                            |                            |                            |                            |                            |                            |                            |
| Rychlost                   | —                          | 30-32                      | 25-26                      | —                          | 23                         | —                          |
| jednotlivě* (0/0/0)        | —                          | -,10,-, -,-,-              | -,15, -,-                  | —                          | -,-,-, 17,16               | —                          |

* poznámka: napravo jsou poslední závody v roce
| Mistrovství Asie v ledolezení | Mistrovství Asie v ledolezení | Mistrovství Asie v ledolezení |
| Rok                           | 2016                          | 2018                          |
| ----------------------------- | ----------------------------- | ----------------------------- |
| Obtížnost                     | 2                             | 2                             |
| Rychlost                      | 8                             | 5                             |

Sportovní lezení
| Světový pohár ve sportovním lezení | Světový pohár ve sportovním lezení | Světový pohár ve sportovním lezení | Světový pohár ve sportovním lezení | Světový pohár ve sportovním lezení | Světový pohár ve sportovním lezení | Světový pohár ve sportovním lezení |
| Rok                                | 2009                               | 2010                               | 2011                               | 2012                               | 2013                               | 2016                               |
| ---------------------------------- | ---------------------------------- | ---------------------------------- | ---------------------------------- | ---------------------------------- | ---------------------------------- | ---------------------------------- |
| Obtížnost                          |                                    |                                    |                                    |                                    |                                    |                                    |
| jednotlivě* (x/x/x)                |                                    |                                    |                                    |                                    |                                    |                                    |

* poznámka: napravo jsou poslední závody v roce
| Mistrovství Asie ve sportovním lezení | Mistrovství Asie ve sportovním lezení | Mistrovství Asie ve sportovním lezení |
| Rok                                   | 2009                                  | 2013                                  |
| ------------------------------------- | ------------------------------------- | ------------------------------------- |
| Obtížnost                             | 6                                     | 12                                    |
| Rychlost                              | 16                                    | 15                                    |
| Bouldering                            | 14                                    | 7                                     |